# Noer Muis
Mohammed Noer Muis oder Mohammed Nur Muis (* 22. August 1953 in Kuala Simpang, Aceh, Indonesien) ist ein Offizier der Streitkräfte Indonesiens. Zuletzt hatte Muis den Rang eines Generalleutnants.

## Werdegang
Muis schloss die Militärakademie der Streitkräfte der Republik Indonesien 1976 ab. Zu Beginn seiner Karriere soll Muis zwei Jahre im besetzten Osttimor gedient haben. Erfahrungen sammelte er bei Kopassus und Kostrad sowie als UN-Blauhelmsoldat im Irak. Außerdem erhielt Muis eine Ausbildung in Australien.
Muis war Stabschef der 17. Infanteriebrigade mit Sitz in Cijantung (Ostjakarta) und zwei Jahre lang Kommandeur der 18. Luftlandeinfanteriebrigade (Trisula) mit Sitz in Malang. Unter dem Oberbefehlshaber Feisal Tanjung war Muis dessen persönlicher Assistent (Spri).
Zwischen Juli 1998 und Juli 1999 war er Kommandeur eines Militärbezirks Korem 071/Wijayakusuma in Zentraljava, mit Sitz in Purwokerto. Bei den Zusammenstößen zwischen den Parteien PPP und PKB im Juni 1999 und PDI und Golkar im Dezember 1998 spielte Musi wohl eine beruhigende Rolle, ebenso beim Fischeraufstand im Juni 1998 in Cilacap. Im August 1999 war Muis kurz Kommandant des Army Combat Training Centre in Baturaja, Sumatra Selatan (Komandan Puslatpur).
Vom 13. August 1999 bis 30. Mai 2000 war Muis als Oberst der letzte Kommandeur des Militärbezirks Korem 164/Wira Dharma, der das besetzte Osttimor umfasste. Nur zwei Wochen nach dem Amtsantritt von Muis fand am 30. August 1999 das Unabhängigkeitsreferendum in Osttimor statt. Er ersetzte Oberst Tono Suratman, nachdem es an ihm scharfe Kritik durch die Vereinten Nationen gab. Vor der Abstimmung warnte Muis mehrfach vor einem Sieg der Unabhängigkeitsbefürworter, es könne dann zu einem Krieg kommen. Falls die Osttimoresen sich für die Integration in Indonesien entscheiden würden, wäre die Wahrscheinlichkeit von Krieg und Gewalt sehr gering. Außerdem erklärte Muis, dass das Militär Notfallpläne zur „Evakuierung“ von 250.000 osttimoresischen Zivilisten ausgearbeitet hätte.
Nach der Bekanntgabe des Ergebnisses zugunsten der Unabhängigkeit am 4. September, brach mit der Operation Donner eine letzte Gewaltwelle über Osttimor hinein. pro-indonesische Milizen und indonesische Sicherheitskräfte griffen die Bevölkerung an und zerstörten die Infrastruktur. 1400 bis 1500 Menschen kamen ums Leben. Tatsächlich wurden 280.000 Osttimoresen in das indonesische Westtimor zwangsdeportiert, wie Muis es angekündigt hatte. In der Ausführung der Ankündigung fehlte aber der Bürgerkrieg, vor dem Muis gewarnt hatte. Die FALINTIL reagierte nicht auf die Provokationen und griff nicht ein, sodass die Weltöffentlichkeit weiter auf der Seite Osttimors stand. Am 7. September wurde das Kriegsrecht ausgerufen und Osttimor unter die Administration von Generalleutnant Kiki Syahnakri gestellt, womit Noer Muis praktisch entmachtet wurde.
Muis verwies darauf, dass die Polizei und nicht das Militär für die Sicherheit der Zivilbevölkerung zuständig gewesen sei. Im Januar und Mai 2000 wurde er von Menschenrechtsanwälten verhört und machte dabei stets einen „Betrug durch die UNAMET“ für den Gewaltsausbruch verantwortlich. Im Oktober 2000 veröffentlichte er ein Buch, mit dem er behauptete, einen „UNAMET-Betrug“ beim Referendum aufzudecken. Vom Menschengerichtshof für die Menschenrechtsverletzungen in Osttimor in Jakarta wurde Muis insbesondere wegen des von Soldaten geführten Angriffs auf die Bischofsresidenz un Dili und dem Kirchenmassaker von Suai angeklagt. Am 12. März 2000 wurde er für schuldig befunden und eine Gefängnisstrafe von fünf Jahren verhängt. Das Gesetz sieht als Mindeststrafe eigentlich zehn Jahre vor. Er blieb aber bis zur Berufung auf freiem Fuss. Die oberste Instanz sprach Muis frei.
Auch vor den von den Vereinten Nationen geführten Special Panels for Serious Crimes wurde Muis am 24. Februar 2003 in Abwesenheit angeklagt. Das Verfahren konnte ohne die Aussagen der zahlreichen Angeklagten, die sich alle zwischenzeitlich in Indonesien befanden, nicht abgeschlossen werden.
Aufgrund des Abzugs der Indonesier aus Osttimor verlegte Muis am 26. September 1999 sein Hauptquartier von Dili nach Kupang, in das indonesische Westtimor. Hier sorgte er für die Auflösung des Infanteriebataillons 745. Das Infanteriebataillon 744 wurde in den westtimoresischen Militärbezirk Korem 161/Wirasakti. Am 30. März 2000 leitete er die Auflösung des Korem 164/Wira Dharma.
Zunächst wurde Muis als Stabschef des regionalen Militärkommandos Kodam V/Brawijaya in Jawa Timur vorgeschlagen, erhielt dann aber als Brigadegeneral den Posten des Stabschefs des Militärkommandos (Kodam) IX/Udayana, mit Sitz auf Bali. Nach verschiedenen weiteren Posten wurde Muis am 12. Februar 2010 Kommandeur des Kodam I/Bukit Barisan und noch im selben Jahr Generalinspekteur der Streitkräfte. 2011 endete sein Dienst in der Armee.

## Sonstiges
Muis gehört zur Ethnie der Minangkabau. Er ist mit Nani Hendrawatis verheiratet und hat zwei Töchter.